# Métodos de detección de planetas extrasolares
| velocidad radial tránsito variaciones temporales | detección directa microlentes |

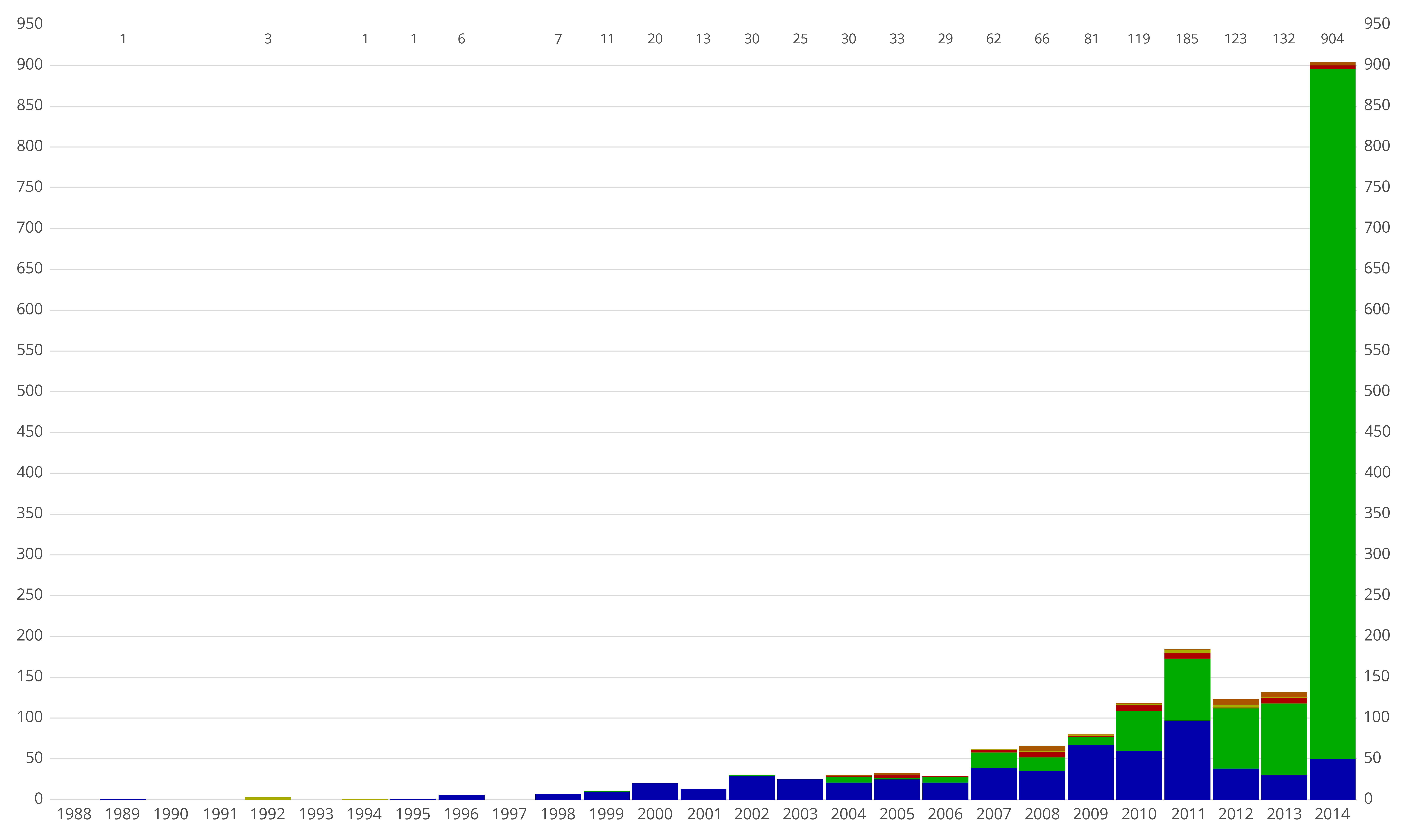
Número anual de descubrimientos de planetas extrasolares hasta el 2013. Los colores indican el método de detección:
velocidad radial
tránsito
variaciones temporales
detección directa
microlentes

Cualquier planeta constituye una fuente de luz extremadamente tenue en comparación con la estrella alrededor de la que órbita (estrella madre). Detectar una fuente de luz tan tenue es sumamente difícil y el resplandor de la luz de la estrella madre lo hace aún más complicado. Por estos motivos, menos del 5% de los planetas extrasolares conocidos en febrero de 2014 se han detectado mediante observación directa.
Por ello, los astrónomos han tenido que recurrir por lo general a métodos indirectos para detectar los planetas extrasolares. Hasta la fecha, los siguientes métodos indirectos se han demostrado útiles.

## Métodos de detección establecidos
Los siguientes métodos han sido empleados con éxito en al menos una ocasión para descubrir un nuevo planeta o detectar un planeta ya conocido:

### Tránsitos
- Variación de tiempo de tránsito